# Мануїл III (імператор Трапезунда)
Мануїл III (грец. Μανουήλ Γ΄ Μέγας Κομνηνός; 16 грудня 1364 — 5 березня 1417) — імператор Трапезунда в 1390—1417 роках.

## Життєпис
Походив з династії Великих Комнінів. Другий син трапезундського імператора Олексія III і Феодори, донька візантійського себастократора Никифора Кантакузина. Народився 1364 року. 1377 року після смерті його старшого брата Василя став спадкоємцем престолу. У тому ж році він одружився з дочкою грузинського царя Давида IX.
У 1390 році після смерті батька зайняв трон імператора Трапезунда. У 1391 році підтвердив попередні привілеї венеційців, сподіваючись зіграти на суперечностях з генуезькими купцями, які фактично монополізували зовнішню торгівлю імперії. 1395 року дружина Мануїла III померла, невдовзі пошлюбив доньку фессалійського кесаря Мануїла Ангела Філантропена. У 1396 році знову підтвердив привілеї венеційців, підписавши «Золоту буллу», якою дозволив торгувати скрізь в своїх володіннях, також надав право на спорудження костелу, створення банку і власного суду. Мануїл III відправив дзвін і годинник до Венеції, щоб їх там відремонтували.
1398 року османський султан Баязид I провів своє військо уздовж узбережжя Чорного моря до кордону Трапезундської імперії. Втім Трапезунд врятувало втручання чагатайського аміра Тамерлана, який у серпні 1400 року вдерся до Малої Азії, захопивши важливе місто Сівас. Мануїлу III вдалося ухилитися від вимоги Тамерлана надати тому своє військо. Протягом 1402 року після перемоги останнього над османами в Ангорській битві імператор надав Тамерлану, що переслідував синів Баязида I, 20 галер. У 1403 році Тамерлан залишив Малу Азію, призначивши онука Мірзу Халіла доглядати за справами на Кавказі, зокрема й над Трапезундською імперією. 1405 року після смерті Тамерлана той вирушив до Самарканда боротися за трон, завдяки чому імператор досяг незалежності.
Після цього виникла загроза з боку держави Кара-Коюнлу, яка тривалий час боролася з Ак-Коюнлу. Для запобігання військовій загрозі з цього боку імператор влаштував шлюби своїх сестер з володарями цих держав. Також готував шлюб сестри Марії з візантійським імператором Іоанном VIII.
У наступні роки намагався маневрувати між Османською державою (1413 року її об'єднав Мехмед I), беліками Караман і Зулькадар. 1416 року відправив посольство до Венеції. Того ж року венеційський флот запобіг спробі генуезців захопити Трапезунд. наприкінці року проти нього підняв заколот син Олексій, який взяв у облогу Мануїла III в трапезундській цитаделі. За посередництва церкви і знаті Мануїл III передав фактичну владу синові. Сам він помер у березні наступного року.

## Родина
1. Дружина — Гулкан-хатун (Євдокія), донька Давида IX, царя Грузії
Діти:
- Олексій (1382—1429), імператор Трапезунда

2. Дружина — Анна, донька Мануїла Ангела Філантропена, кесаря Фессалії
дітей не було